# Čkyně
Čkyně falu és önkormányzat (obec) Csehország Dél-csehországi kerületének Prachaticei járásában. Területe 20,67 km², lakosainak száma 1581 (2009. 12. 31). A falu Prachaticétől mintegy 17 km-re északnyugatra, České Budějovicétől 50 km-re nyugatra, és Prágától 117 km-re délre fekszik.
A település első írásos említése 1243-ből származik.

## Az önkormányzathoz tartozó települések
- Čkyně
- Dolany
- Horosedly
- Onšovice
- Předenice
- Spůle
- Záhoříčko

## Nevezetességek
- Mária Magdolna templom
- Vár
- Izraelita temető a falutól keletre
- Harangláb

## Népesség
A település népessége az elmúlt években az alábbi módon változott:
| Lakosok száma | 2154 | 2029 | 2017 | 1473 | 1480 | 1436 | 1566 | 1624 | 1561 | 1561 |
|               | 1869 | 1890 | 1921 | 1950 | 1980 | 2001 | 2017 | 2019 | 2022 | 2024 |